# Елла II
Елла II (англ. Ælla II, Aelle II, страчений 21 березня 867) — король Нортумбрії (862/863—867).

## Біографія
Елла II був визнаний своїм братом, королем Осбертом, спадкоємцем престолу. Відсторонивши, фактично Осберта від влади, він став правити Нортумбрією з 862 або 863 року. Відомості про час правління Елли вкрай малі. Згідно з повідомленням англійського хроніста Симеона Даремського, що жив в XI—XII століттях, Елла II конфіскував церковні володіння у Біллінгемі, Ілекліфі, Вігекліфі й Кресі.
Елла II описується хроністами як тиран і людина поганої вдачі. Він загинув разом зі своїм братом, королем Осбертом, у битві з норманами 21 березня 867 року, після чого Нортумбрія була фактично підпорядкована королівству Йорвік (Йорк), заснованому на півночі Англії вікінгами.
Елла II є одним з найважливіших персонажів скандинавської саги «Історія про синів Рагнара» (Ragnarssona þáttr). Згідно з сагою, ватажок вікінгів Рагнар Лодброк у 865 році з військом напав на Нортумбрію, однак був розгромлений королем Еллою, схоплений і кинутий у яму зі зміями, де і помер. У 866 році син Рагнара, Івар Бескосний, з братами і новою армією знову напав на Нортумбрію, щоб помститися за батька. У битві 21 березня 867 року його воїни перемогли англійців, Елла II потрапив у полон і був підданий болючій страті, так званому «кривавому орлу».

## В кіно
- У фільмі Вікінги (1958) роль короля Елли зіграв Френк Трінг.
- Вікінги / Vikings (2013-2016; Ірландія, Канада) в ролі короля Елли Айван Кей.